# Die Gesellschaft vom Dachboden
Die Gesellschaft vom Dachboden ist eine längere Erzählung des Schriftstellers Ernst Kreuder, die erstmals 1946 erschien und bis heute als einziges Werk des südhessischen Erzählers zahlreiche Auflagen und mehrere Übersetzungen erlebte. Sie knüpft an romantischer Tradition an, nimmt dabei aber auch ein biografisches Motiv auf: Während einer Trampreise 1926/1927 durch Jugoslawien und Griechenland campiert Kreuder zusammen mit drei Freunden unter abenteuerlichen Umständen einige Monate auf dem Dach eines siebenstöckigen Hotel-Rohbaus in Thessaloniki.

## Inhalt
Am Ufer eines nicht benannten Flusses schließt sich Ich-Erzähler Berthold dem angelnden Wilhelm an, in dem er einen alten Schulfreund zu erkennen glaubt. Sie gehen in stillem Einverständnis in die Stadt zurück, wo sie den Gerümpelspeicher eines hohen Mietshauses erklimmen, der offenbar einigen Sonderlingen sowohl als Unterschlupf wie als Spielplatz dient. So betreibt Karl einen Kinderkaufmannsladen, Oskar ein kundschaftsloses Fotostudio, Wilhelm schreibt Gedichte, Lehrer Waldemar lässt reihum die aus der Schule mitgebrachten Deutschdiktathefte korrigieren. Während um den ausgedienten Billardtisch eine Flasche Wermut kreist, wird der geheime Bund der Sieben gegründet und die Suche nach einem im Stadtwald vergrabenen Schatz eingeläutet. Der Geheimbund hat sich vor allem der Förderung der Phantasie und der Verhöhnung des „unerbittlichen, melancholischen Realismus“ in der Gegenwartsliteratur verschrieben. Das geschieht vorzugsweise in blumigen Predigten, die einen guten Teil des Buches ausmachen.
Berthold trennt sich von seinen Genossen, da er für die Schatzsuche abgestellt worden ist. Dabei laufen ihm einige schillernde Figuren über den Weg, die unter anderem für den Austausch philosophischer Gedanken gut sind. Der schmächtige Herr Quichow klappt in einem fort seine goldene Taschenuhr auf, weil er noch nicht die Hoffnung aufgegeben hat, einmal den Anblick der Zeit selbst erhaschen zu können. Der Alte vom Wehr betreibt in einem Brückenpfeiler eine Falle zwecks Läuterung habgieriger oder sonst wie bösartiger Zeitgenossen, darunter Herrn Quichows Gattin, die ihre gemeinsame Tochter Clothilde alias Lysiane an einen Schuhfabrikanten zu verkuppeln gedachte. Stattdessen neigt sich die Tochter zunächst Berthold, dann einem Feuertänzer zu. Berthold kann die Fesseln der Liebe nicht brauchen, da sie ihn beim fesselnden Erzählen behindern würden.
Er trifft auch einen alten Apotheker, dessen zahmer Rabe „sonderbar“ sagen kann. Mit einem Teil des gehobenen Schatzes auf dem Rückweg zur Stadt und zum Speicher, gerät Berthold in eine teils komische, teils makabere Stummfilmvorführung. Der Speicher ist verschwunden. Im Hafen trifft Berthold Lehrer Waldemar, der bereits einen alten Flussdampfer angezahlt hat. Mit Plakaten auf Stelzen durch die Stadt stakend, gelingt es ihnen, den zerstobenen Geheimbund wieder zu versammeln. Im Keller eines Rohbaus wird der Bund der Sieben erneuert. Anschließend begibt man sich an Deck des frischerworbenen Dampfers. Bertholds Kajüte ist mit einer Schreibmaschine ausgestattet, soll er doch die Geschichte des Geheimbundes verfassen ...

## Stil
Die Erzählung spielt in Deutschland, doch Ort und Zeit werden in der Schwebe gelassen. Stephan Rauer datiert ihre Handlung auf ungefähr die „goldenen“ 1920er-Jahre.  Schon das etwas Antiquierte übt einen Reiz auf den Leser aus. Sodann stellt Kreuder unwahrscheinliche oder groteske Vorfälle als selbstverständlich hin. Mit Ausnahme der ausgeschmückten Reden verwendet er kurze, lapidare Sätze. Durch „Geschichten in der Geschichte“ vermeidet er die Einförmigkeit linearen Erzählens.

## Wirkung
Nach Henner Reitmeier wird die Zahl der allein auf Deutsch gedruckten Exemplare des Dachbodens auf 250.000 geschätzt. Für den Zeitraum 1946 bis 1972 nennen Stoll/Goldmann rund 70 in- und ausländische Rezensionen. So gut wie alle waren positiv. Vielzitiert ist die Begrüßung der Erstausgabe durch Alfred Andersch in der Zeitschrift Der Ruf. Der Redakteur spricht von einem tollkühnen, meisterhaft gelungenen Balanceakt zwischen Phantasie und Wirklichkeit. Kreuder sei die erste, ja eigentlich schon die erfüllte Hoffnung der jungen deutschen Literatur nach dem Kriege.
Nicht ganz so überschwänglich äußert sich 1964 Peter Härtling in der Welt der Literatur. Der Schriftsteller denkt an die vielen blütenträumerischen Zirkel zurück, die nach dem Krieg zwischen den Trümmerbergen tagten. „Kreuder hatte gegen die Epoche schreiben wollen (...), die er seelenlos schalt, die der Maschine und dem Mord verfallen ist. Gleichwohl stahl sich die Atmosphäre des Kriegsendes in sein Buch.“ Härtling zitiert die Schlusssätze des Dachbodens, mit denen Kajütenbewohner Berthold dem Sog des Schreibens überantwortet wird, und kommentiert: „Wie merkwürdig, daß einer aus einer 'anderen Welt' in eine 'andere Welt' fällt, die Welt aber, in der er sich realiter bewegt, gar nicht wahrhaben will. Flieht er ununterbrochen?“ Kreuder habe schon immer an die Macht der Phantasie geglaubt – vielleicht auch des Wahnes, wie die Romantiker. „So brach eine Revolution aus, die uns nun in der Tat lehrte, daß der Wirklichkeit nicht zu trauen sei. Daß sich Wirklichkeit mit Wirklichkeit überbiete, daß Träume Siedlungshäuser werden können und Philosophien Alpträume.“
Kreuders Aufbegehren war eher eine Verweigerung. Sie schloss die Weigerung ein, sich mit der Vergangenheit, der Mitschuld am Faschismus, der eigenen Biografie „wirklich“ auseinanderzusetzen. Auch sonst finden sich im Dachboden schon alle Züge, denen Kreuder in den folgenden Büchern, trotz unterschiedlicher Gestaltungen, bis zu seinem Tod 1972 (und dem postum erschienenen Roman Der Mann im Bahnwärterhaus) treu geblieben ist. Dazu zählen das Wettern gegen die Verschandelung der Natur und gegen die Verderbtheit der Welt überhaupt. Es kommt stets von schablonenhaften Figuren, die „Sprechtüten“ des Autors bleiben. Biografien haben sie nicht. Die Gesellschaft, die sie in ihren losen Männerbünden angeblich suchen, meiden sie eher; sie sind durchweg Eigenbrötler. Sind Frauen im Spiel, dann vor allem als dankbare Zuhörerinnen, wie sich bereits an Clothilde/Lysiane zeigt. Dafür fällt die starke Selbstbezüglichkeit von Kreuders Prosawerken auf, die sich allerdings auf gleichfalls schablonenhafte Selbstbilder, vor allem aber die Reflexion des Schreibens beschränkt. 

## Ausgaben (Auswahl)
- 1946 und 1947 bei Rowohlt, 1. und 2. Aufl. je 5.000
- 1948 engl. bei Putnam & Co Ltd, London
- 1950 schwed. bei Natur och Kultur, Stockholm
- 1951 frz. bei Librairie Plon, Paris
- 1953 als rororo (50.000 Exemplare)
- 1963 Europäische Verlagsanstalt (61. bis 63.000)
- 1965 als dtv
- 1978 in der bibliothek suhrkamp
- 1997 bei Rotbuch